# Alem Surre-Garcia
Alem Surre-García (1944) és un escriptor en occità amb arrels occitanes i gallegues. Va ser l'encarregat, des de 1990 fins a 2006, de promoure la llengua i la cultura occitanes al Consell Regional de la regió Migdia-Pirineus. Ha col·laborat amb el famós escriptor del País de Montpeller Max Roqueta i el cantant Eric Fraj. Ha escrit un assaig històric sobre el caràcter meridional de la cultura occitana.

## Obres
- Antonio Vidal (1983)
- Lo libre del doble despartible (1997)
- Canal des deux mers (2002)
- Au-delà des rives les Orients d'Occitanie. De la fondation de Marseille à l'expulsion des juifs du royaume de France (2005)
- Vert paradis (2006) amb Max Roqueta i altres.